# کادینگتون
کادینگتون (به انگلیسی: Caddington) یک روستا و محله مدنی در بریتانیا است که در Central Bedfordshire واقع شده‌است. کادینگتون ۳٬۷۰۳ نفر جمعیت دارد.

## خواهرخوانده
شهر اوشتشتاینبک خواهرخواندهٔ کادینگتون هست.